# Нежные воспоминания
«Нежные воспоминания» (англ. Loving Memory) — британская драма 1971 года, снятая Тони Скоттом.
Это первый фильм, в котором Тони Скотт выступил в роли режиссёра.

## Сюжет
Фильм рассказывает о одинокой женщине, которая одержима любовью к своему покойному брату. Однажды она становится свидетелем того как автомобиль насмерть задавил молодого велосипедиста, она забирает его тело и начинает воспринимать его как своего брата.

## В ролях
- Дэвид Паг - молодой человек
- Рой Эванс - мужчина
- Розамунд Гринвуд - женщина

## Съёмочная группа
- Режиссёр и сценарист - Тони Скотт
- Операторы - Крис Менджис и Тони Скотт
- Продюсеры - Стивен Бэйли и Альберт Финни